# Supernature (chanson)
Vous lisez un « bon article » labellisé en 2025.
Pour les articles homonymes, voir Supernature.
Singles de Cerrone
Cerrone's Paradise
(1976) Give Me Love
(1978)
Clip vidéo
(en) [vidéo] « Cerrone - Supernature (Official Music Video) - HD (Restored & Remasterised) », sur YouTube
Pistes de Supernature (Cerrone III)
Sweet Drums
(2)
Supernature est une chanson écrite par le musicien français Marc Cerrone et adaptée en anglais par la chanteuse américaine Lene Lovich, parue en septembre 1977 sous le label Malligator, puis aux États-Unis en décembre de la même année sous le label Atlantic Records. Il s'agit du premier single extrait de l'album du même nom, le troisième réalisé par Cerrone. La musique est composée par Alain Wisniak et Cerrone en décembre 1977. 
La chanson, aux tonalités disco, est enregistrée aux studios Trident à Londres en juin 1977. Cerrone puise son inspiration musicale dans les œuvres du groupe allemand Kraftwerk et de Giorgio Moroder, précurseurs dans l'électronique, pour produire une mélodie en boucle avec un synthétiseur ARP Odyssey, agrémentée d'un jeu de batterie et de grosse caisse. Les paroles de la chanson, inspirées de L'Île du docteur Moreau, un roman de science-fiction écrit par le Britannique H. G. Wells en 1896, évoquent des monstres créés par l'utilisation de produits chimiques dans l'agriculture qui cherchent à venger la nature de l'humanité.
Supernature, par sa mélodie simpliste et le chant androgyne de Kay Garner, est teintée d'une ambiance sombre qui contraste avec les compositions légères présentes dans les précédents albums de Cerrone. La chanson connaît un véritable succès aussi bien en Europe, notamment au Royaume-Uni où elle se classe au huitième rang des charts après une forte utilisation dans l'émission The Kenny Everett Video Show, qu'aux États-Unis, où elle occupe la première place du Hot Dance Club Songs. Le single s'écoule à 150 000 exemplaires en France et est certifié disque d'argent au Royaume-Uni.
Le titre de Cerrone devient un classique de son répertoire et du disco en général. Il est repris de nombreuses fois, notamment par Bob Sinclar en 2001 et par Duran Duran en 2023. Le 26 juillet 2024, la chanson est utilisée dans une version symphonique arrangée par Victor Le Masne, lors de la cérémonie d'ouverture des Jeux olympiques de Paris, au cours d'un spectacle lumineux à la tour Eiffel.

## Genèse

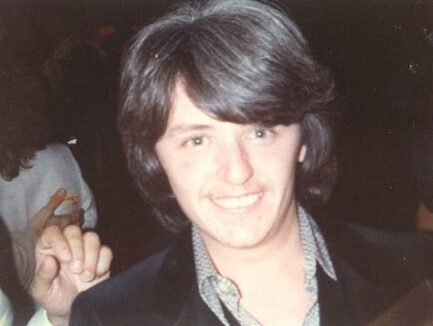
Marc Cerrone en juin 1977.

### Contexte
En 1976, un magasinier parisien installé aux Champs-Élysées envoie par erreur à New York des dizaines d'exemplaires de l'album Love In C Minor de Marc Cerrone, croyant renvoyer un carton d'invendus de Barry White. Le titre du batteur français devient un succès outre-atlantique et le label Atlantic Records signe un contrat de distribution. Son deuxième album, Cerrone's Paradise, lui permet de devenir une référence de l'euro disco orchestral.
Néanmoins, Cerrone voit que l'industrie du disco se réapproprie les codes de sa musique : un son destiné aux discothèques et très sexualisé, avec des voix féminines. Alors que la disco devient la nouvelle musique pop commerciale des années 1970, Cerrone ressent le besoin de réagir et retourne aux studios Trident à Londres en juin 1977, trois mois après l'enregistrement de Cerrone's Paradise, pour composer un nouvel album. Supernature est donc une réaction directe au succès croissant de Cerrone et à la commercialisation du disco : « Quand j'avais vingt ans, j'étais plus provocateur. Mes deux premiers albums avaient beaucoup d'orchestration et beaucoup de cuivres, et bien sûr, je ne fais pas les arrangements. J'ai des gens pour le faire. Je me disais que certains morceaux ne m'appartenaient pas et que si les critiques pensaient tant que quelqu'un d'autre les avait faits, alors peut-être que je devrais faire tout le morceau moi-même ».

### Écriture et composition
Supernature est composée en une après-midi, en juin 1977, dans les studios Trident, à Londres,. Pour ce nouveau titre, Cerrone souhaite s'emparer du thème des progrès scientifiques et technologiques dans ce qu'ils ont de fascinant et d'effrayant : selon lui, la nouvelle réalité permise par le progrès, qui fait reculer la limite du possible, se rapproche de la science-fiction et atténue les limites entre le bien et le mal. Cerrone estime que l'être humain doit sa survie à sa capacité à s'adapter aux changements qui lui sont imposés, et ceux-ci s'accumulent à une vitesse effrénée dans les années 1970, à tel point que l'artiste considère que l'être humain doit devenir une « supernature » pour s'y adapter.
En effet, Cerrone souhaite exprimer ses craintes en tant que citoyen sur l'évolution de son époque et sent que « le temps de l'allégresse est maintenant terminé », notamment avec l'annonce du premier bébé éprouvette par un laboratoire britannique, la révélation des effets néfastes de l'échappement de substances toxiques à la suite de la catastrophe de Seveso et l'apparition des organismes génétiquement modifiés.

## Caractéristiques musicales

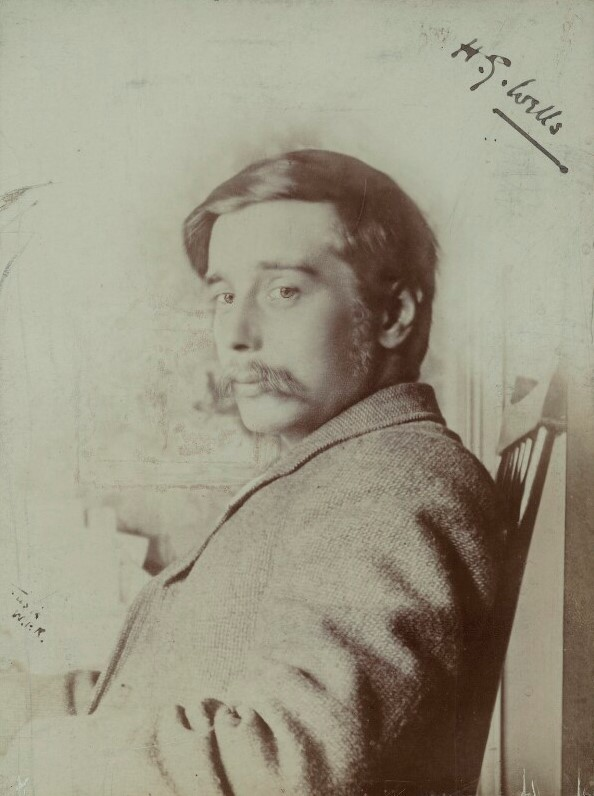
L'écrivain britannique H. G. Wells, ici dans les années 1890, auteur de L'Île du docteur Moreau.

### Musique
Marc Cerrone est lassé des cordes et des cuivres présents dans l'essentiel des morceaux des années 1970. Il se dit inspiré par la musique du groupe allemand Kraftwerk et par Giorgio Moroder, précurseurs dans l'électronique. Cerrone produit ainsi une musique centrée autour d'un groove basse-batterie en boucle sur lequel s'ajoutent des arpèges et des nappes de synthétiseur, accentués par l'emploi de la grosse caisse. La mélodie du refrain, simpliste, et le chant de Kay Garner créent une ambiance sombre et effrayante qui tranche avec les compositions précédentes du musicien français,.
Les fabricants de synthétiseurs, qui expérimentent à cette époque un matériel nouveau, envoient leurs instruments aux musiciens ayant un potentiel commercial. Ainsi, Cerrone reçoit un synthétiseur ARP Odyssey, en échange de la mention du nom de cet appareil sur la pochette de son prochain album. Le matériel étant nouveau, Cerrone et Alain Wisniak balbutient dans sa mise en marche et son utilisation avant de parvenir à composer de la musique. Le musicien trouve ensuite une séquence qui lui convient : « la première chose que j'ai faite quand je l'ai allumé était de-de-de-de-de. Et j'ai composé un morceau comme ça que j’ai appelé Supernature »,,. Dans un entretien pour France Culture en 2022, il se rappelle : « Je ne savais pas régler autrement le séquenceur qui était bloqué. Donc je change de note parce que ça devenait un peu lourd, et puis je me suis un peu hypnotisé tout seul. Donc j'ai rajouté une basse, en tapant comme ça sur le micro avec le bout du doigt, et en chantant la mélodie. Et puis j'ai fait écouter ça à mes équipes, dont un collaborateur, Alain Wisniak, qui est un bidouilleur de sons et un mec assez pointu. On est passé en studio et on a enregistré en demi-vitesse ».

### Paroles

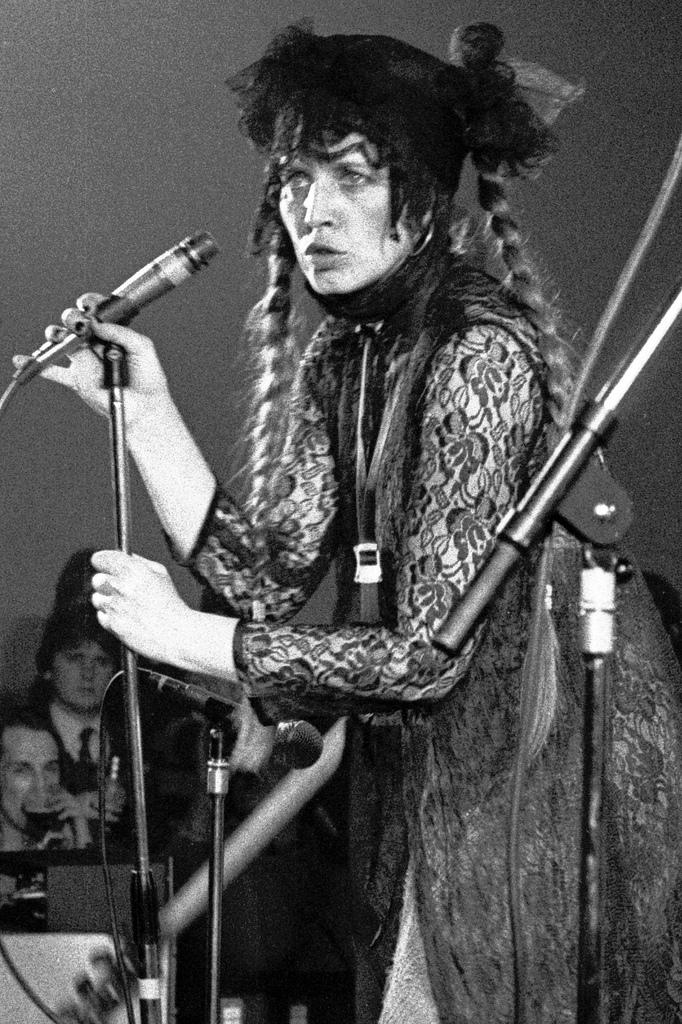
La chanteuse américaine Lene Lovich (ici en 1979), qui adapte les paroles de Supernature.

La chanson est composée par Alain Wisniak et Cerrone. Ce dernier, influencé par l'arrivée de la musique punk, de Pink Floyd et Tangerine Dream, souhaite évoquer ses préoccupations sur les progrès techno-scientifiques et ses dérives en puisant son inspiration dans L'Île du docteur Moreau, un roman de science-fiction écrit par le Britannique H. G. Wells en 1896 et adapté au cinéma par Don Taylor en 1977. Dans un entretien en 2022 pour France Culture, Cerrone évoque cette inspiration : « [Ce film] interrogeait notre rapport au monde. Qu'est-ce qu'on est en train de faire de notre planète ? C'est notre chez nous, on y vit, on est en train de devenir fous, on ne respecte rien. Alors on est parti dans ce texte superbe qui a très bien réussi et est davantage à la mode aujourd'hui. C'est fou ».
Les paroles originales françaises ont été écrites par Cerrone et adaptées en anglais par la chanteuse américaine Lene Lovich. La chanson est d'abord intitulée Malligator, en référence au label fondé par Cerrone, mais sur les conseils de Lovich, elle est finalement intitulée Supernature. L'interprétation est assurée par la chanteuse Kay Garner, choisie par Cerrone pour sa voix androgyne, afin d'« accentuer l'étrangeté du morceau » (elle n'est pas créditée malgré sa contribution importante, ce qui est habituel à l'époque). L'histoire raconte un futur où l'utilisation de produits chimiques fertilisants dans l'agriculture a créé des monstres qui cherchent alors à se venger de l'humanité. Bien que considéré comme visionnaire, le texte de cette chanson ne cherche pas à dénoncer une dérive écologique, ni ne porte de message particulier, d'après Cerrone,.

## Parution

### Sortie

Logo de Cerrone sur ses albums.

Cerrone fait écouter Supernature à Ahmet Ertegün et Jerry Greenberg, respectivement fondateur et président du label Atlantic Records, qui apprécient la chanson, mais estiment qu'elle n'est pas commerciale et que sa publication pourrait saborder le travail accompli avec les précédents albums de Cerrone. Celui-ci insiste pour que Supernature paraisse en face A d'un single, ce qu'Atlantic accepte à condition qu'il s'agisse d'une adaptation courte destinée à une diffusion en radio.
Supernature sort en single sous le format 45 tours en France en septembre 1977 sous le label Malligator et est extrait de l'album homonyme. Le titre, d'une durée de 3 min 50 s, est accompagné de la chanson In the Smoke. Aux États-Unis, il paraît en décembre 1977 sous le label Cotillon et est accompagné de Sweet Drums sur sa face B. Le single sort également au Royaume-Uni le 17 mars 1978 sous le label Atlantic, avec le titre Give me Love sur sa face B.

### Pochette
La photo de couverture du single, reprise de celle de l'album du même nom, est réalisée par le photographe Patrick Perroquin avec qui Cerrone a déjà collaboré pour la pochette de Paradise, son second album. Perroquin est choisi car il comprend bien l'univers artistique du musicien français. Cerrone, inspiré par les photos des albums des Pink Floyd qui selon lui sont le point de départ d'une histoire, souhaite créer le même genre d'atmosphère avec la pochette de Supernature.
La photo prend pour cadre un bloc opératoire de la clinique de Choisy-le-Roi et arbore un visuel froid et apocalyptique, à rebours des précédentes pochettes qui étaient bien plus légères. Elle montre Cerrone portant une chemise noire ouverte sur sa chaîne en or et un pantalon à pattes d'éléphant ; son regard est grave, presque fou. À ses pieds sont couchées trois créatures mi-hommes mi-bêtes. Cerrone s’appuie sur une table d'opération — celle où est né Jérémy, son fils aîné — où gît un cadavre écorché.

### Clip musical
Le clip est tourné durant l'hiver 1977-1978, juste après la sortie du single. Cerrone souhaite mettre en mouvement la photo de la pochette et la photo intérieure qui montre l'artiste, entouré des mêmes créatures, posant au milieu d'un jardin rappelant l'Éden, cherchant à renouer avec les débuts de l'humanité. Cerrone fait appel à Rémy Grumbach, rencontré lors d'une émission de Michel Drucker, pour le co-réaliser. Grumbach propose à Cerrone de tourner dans l'ancienne carrière de craies de Mantes-la-Jolie : ce dernier, en voyant ce décor lunaire qui lui fait penser à un « lendemain d'apocalypse nucléaire », a le « souffle coupé » et considère que l'atmosphère qui y règne correspond à celle de Supernature.
La vidéo est tournée par −10 degrés Celsius : elle met en scène des femmes déguisées en infirmières et des hommes à moitié nus, rescapés de l'apocalypse, portant des masques d'un animal ressemblant à un cochon ou un loup, errant dans un paysage désertique et escaladant des falaises à mains nues. Cerrone arrive en Rolls-Royce et s'installe au milieu de la carrière de craie pour jouer sur sa batterie Ludwig en plastique transparent, entouré de grands murs de pierre,.

## Réception

### Réception critique
En 2016, le site spécialisé anglophone Pitchfork classe Supernature au 187e rang des 200 meilleures chansons des années 1970, affirmant que le titre de Cerrone « a introduit un nouveau genre de dystopie disco sans précédent. Ni Kraftwerk ni le Bowie de l'ère berlinoise n'ont eu un impact immédiat sur les pistes de danse du monde entier aussi profond que Supernature ». Pitchfork estime que ce morceau de « science-fiction si profond a ouvert la voie au space disco, à la techno, à l'acid house et à d'autres sons de dancefloor sombres ».

### Réception commerciale
Supernature s'est écoulé à plus de 150 000 exemplaires en France. En septembre 1978, le single est certifié disque d'argent au Royaume-Uni par la British Phonographic Industry pour avoir atteint les 250 000 copies vendues.
Dans les charts, Supernature atteint la 1re place du classement RPM dance au Canada et la conserve pendant cinq semaines, entre février et mars 1978,. Aux États-Unis, le titre atteint la 70e place du Billboard Hot 100 et la 1re place du Hot Dance Club Songs.
En Europe, le single de Cerrone atteint la huitième place du UK Singles Chart et la conserve pendant trois semaines, à partir du 26 août 1978, après avoir été diffusé à de nombreuses reprises dans l'émission The Kenny Everett Video Show,. Le titre figure au 11e rang en Irlande, à la 13e place en France et au 27e rang en Italie,,.

## Postérité

### Reprises
Supernature fait l'objet de nombreuses reprises : en 1987, Lene Lovich reprend ce tube dans une compilation intitulée Animal Liberation, réunissant plusieurs artistes au profit de PETA. En 1989, le duo britannique Erasure intègre la chanson en face B du single You Surround Me, extrait de son quatrième album studio, intitulé Wild!. En 1994, le groupe écossais de musique électronique The Time Frequency reprend Supernature sur son premier album, Dominator. En 2001, le disc jockey français Bob Sinclar propose une version remixée de Supernature dans un album de reprises de morceaux de Cerrone, intitulé Cerrone by Bob Sinclar. La chanson est également reprise dans le jeu vidéo Grand Theft Auto IV en 2008. En 2023, le titre de Cerrone est repris par le groupe britannique Duran Duran sur son seizième album Danse Macabre. Pour son spot publicitaire télévisé de fin d'année 2024, l'entreprise de vente en ligne de chaussures et de vêtements Zalando choisit Supernature comme fond sonore. En 2025, le morceau fait l’objet d’une nouvelle version intitulée Supernature MMXXV, dirigée par Cerrone et le DJ allemand Purple Disco Machine et chantée par Rahim Redcar.

### Jeux olympiques de Paris 2024
Le 26 juillet 2024, la chanson est utilisée lors de la cérémonie d'ouverture des Jeux olympiques de Paris, au cours d'un spectacle lumineux à la tour Eiffel, juste avant l'embrasement de la vasque olympique. Le tube est interprété en chansigne par le danseur américain Shaheem Sanchez. Six mois auparavant, Victor Le Masne, le directeur artistique de la cérémonie, contacte Cerrone car il souhaite utiliser la chanson Give me Love dans l'un de ses tableaux. Celui-ci évoque avec lui son projet de concerts en version symphonique. Quelque temps plus tard, Victor Le Masne lui annonce vouloir réaliser une version électro symphonique de Supernature, en conservant la voix originale de Kay Garner, avec la validation du metteur en scène Thomas Jolly et du président de la République Emmanuel Macron,. Cette exposition à l'échelle internationale déclenche un regain d'intérêt pour le titre avec plus de 1,5 million de recherches sur Shazam (à la deuxième place des recherches au niveau mondial), dont plus de 320 000 pour le week-end suivant la cérémonie, ainsi qu'une augmentation de plus de 120 000 % d'écoutes en 48 h en France,. Le 14 septembre 2024, pendant le concert ayant lieu à l’issue de la parade des champions sur les Champs-Élysées, sur une scène circulaire autour de l’Arc de Triomphe, Cerrone a interprété en direct Supernature dans une version symphonique, accompagné d'un orchestre et de Rahim Redcar au chant.

## Liste des pistes
Toutes les chansons sont écrites et composées par Marc Cerrone et Alain Wisniak.
| Format vinyle 18' 45 tours, 1977 (France). | Format vinyle 18' 45 tours, 1977 (France). | Format vinyle 18' 45 tours, 1977 (France). | Format vinyle 18' 45 tours, 1977 (France). | Format vinyle 18' 45 tours, 1977 (France). | Format vinyle 18' 45 tours, 1977 (France). | Format vinyle 18' 45 tours, 1977 (France). | Format vinyle 18' 45 tours, 1977 (France). | Format vinyle 18' 45 tours, 1977 (France). | Format vinyle 18' 45 tours, 1977 (France). |
| No                                         | Titre                                      | Durée                                      |                                            |                                            |                                            |                                            |                                            |                                            |                                            |
| ------------------------------------------ | ------------------------------------------ | ------------------------------------------ | ------------------------------------------ | ------------------------------------------ | ------------------------------------------ | ------------------------------------------ | ------------------------------------------ | ------------------------------------------ | ------------------------------------------ |
| 1.                                         | Supernature                                | 3:50                                       |                                            |                                            |                                            |                                            |                                            |                                            |                                            |
| 2.                                         | In the Smoke                               | 3:20                                       |                                            |                                            |                                            |                                            |                                            |                                            |                                            |
| 7:10                                       |                                            |                                            |                                            |                                            |                                            |                                            |                                            |                                            |                                            |

| Format vinyle 7' 45 tours, 1977 (États-Unis). | Format vinyle 7' 45 tours, 1977 (États-Unis). | Format vinyle 7' 45 tours, 1977 (États-Unis). | Format vinyle 7' 45 tours, 1977 (États-Unis). | Format vinyle 7' 45 tours, 1977 (États-Unis). | Format vinyle 7' 45 tours, 1977 (États-Unis). | Format vinyle 7' 45 tours, 1977 (États-Unis). | Format vinyle 7' 45 tours, 1977 (États-Unis). | Format vinyle 7' 45 tours, 1977 (États-Unis). | Format vinyle 7' 45 tours, 1977 (États-Unis). |
| No                                            | Titre                                         | Durée                                         |                                               |                                               |                                               |                                               |                                               |                                               |                                               |
| --------------------------------------------- | --------------------------------------------- | --------------------------------------------- | --------------------------------------------- | --------------------------------------------- | --------------------------------------------- | --------------------------------------------- | --------------------------------------------- | --------------------------------------------- | --------------------------------------------- |
| A.                                            | Supernature                                   | 3:45                                          |                                               |                                               |                                               |                                               |                                               |                                               |                                               |
| B.                                            | Sweet Drums                                   | 2:43                                          |                                               |                                               |                                               |                                               |                                               |                                               |                                               |
| 6:28                                          |                                               |                                               |                                               |                                               |                                               |                                               |                                               |                                               |                                               |

| Format CD, 1996 (États-Unis),. | Format CD, 1996 (États-Unis),.          | Format CD, 1996 (États-Unis),. | Format CD, 1996 (États-Unis),. | Format CD, 1996 (États-Unis),. | Format CD, 1996 (États-Unis),. | Format CD, 1996 (États-Unis),. | Format CD, 1996 (États-Unis),. | Format CD, 1996 (États-Unis),. | Format CD, 1996 (États-Unis),. |
| No                             | Titre                                   | Remixe                         | Durée                          |                                |                                |                                |                                |                                |                                |
| ------------------------------ | --------------------------------------- | ------------------------------ | ------------------------------ | ------------------------------ | ------------------------------ | ------------------------------ | ------------------------------ | ------------------------------ | ------------------------------ |
| 1.                             | Supernature (Single Edit)               | Rob Rives, Danny Tenaglia      | 3:48                           |                                |                                |                                |                                |                                |                                |
| 2.                             | Supernature (D.T.'s Legendary Club Mix) | Rob Rives, Danny Tenaglia      | 10:54                          |                                |                                |                                |                                |                                |                                |
| 3.                             | Supernature (D.T.'s Twilo Club Mix)     | Rob Rives, Danny Tenaglia      | 10:49                          |                                |                                |                                |                                |                                |                                |
| 4.                             | Supernature (Kevin Saunderson Remix)    | Rob Rives, Danny Tenaglia      | 5:17                           |                                |                                |                                |                                |                                |                                |
| 5.                             | Supernature (Original)                  |                                | 10:20                          |                                |                                |                                |                                |                                |                                |
| 40:28                          |                                         |                                |                                |                                |                                |                                |                                |                                |                                |

| Format CD, 1996 (Royaume-Uni),. | Format CD, 1996 (Royaume-Uni),.             | Format CD, 1996 (Royaume-Uni),. | Format CD, 1996 (Royaume-Uni),. | Format CD, 1996 (Royaume-Uni),. | Format CD, 1996 (Royaume-Uni),. | Format CD, 1996 (Royaume-Uni),. | Format CD, 1996 (Royaume-Uni),. | Format CD, 1996 (Royaume-Uni),. | Format CD, 1996 (Royaume-Uni),. |
| No                              | Titre                                       | Remixe                          | Durée                           |                                 |                                 |                                 |                                 |                                 |                                 |
| ------------------------------- | ------------------------------------------- | ------------------------------- | ------------------------------- | ------------------------------- | ------------------------------- | ------------------------------- | ------------------------------- | ------------------------------- | ------------------------------- |
| 1.                              | Supernature (Candy Girls 7" Mix)            | Candy Girls, Rachel Auburn      | 3:48                            |                                 |                                 |                                 |                                 |                                 |                                 |
| 2.                              | Supernature (Jon Pleased Wimmin 12" Mix)    | Jon Of The Pleased Wimmin       | 7:39                            |                                 |                                 |                                 |                                 |                                 |                                 |
| 3.                              | Supernature (Kevin Saunderson 12")          | Kevin Saunderson                | 5:16                            |                                 |                                 |                                 |                                 |                                 |                                 |
| 4.                              | Supernature (Candy Girls 12" Mix)           | Candy Girls, Rachel Auburn      | 7:29                            |                                 |                                 |                                 |                                 |                                 |                                 |
| 5.                              | Supernature ((Original Cerrone 12" Version) |                                 | 10:08                           |                                 |                                 |                                 |                                 |                                 |                                 |
| 34:20                           |                                             |                                 |                                 |                                 |                                 |                                 |                                 |                                 |                                 |

| Format CD, 2001, featuring She Belle (France),. | Format CD, 2001, featuring She Belle (France),.  | Format CD, 2001, featuring She Belle (France),. | Format CD, 2001, featuring She Belle (France),. | Format CD, 2001, featuring She Belle (France),. | Format CD, 2001, featuring She Belle (France),. | Format CD, 2001, featuring She Belle (France),. | Format CD, 2001, featuring She Belle (France),. | Format CD, 2001, featuring She Belle (France),. | Format CD, 2001, featuring She Belle (France),. |
| No                                              | Titre                                            | Remixe                                          | Durée                                           |                                                 |                                                 |                                                 |                                                 |                                                 |                                                 |
| ----------------------------------------------- | ------------------------------------------------ | ----------------------------------------------- | ----------------------------------------------- | ----------------------------------------------- | ----------------------------------------------- | ----------------------------------------------- | ----------------------------------------------- | ----------------------------------------------- | ----------------------------------------------- |
| 1.                                              | Supernature (Nu-Soul-Edit)                       | Emmanuel Desmadryl, Hervé Bordes                | 3:58                                            |                                                 |                                                 |                                                 |                                                 |                                                 |                                                 |
| 2.                                              | Supernature (Matt Remix)                         | René Ameline, Laurent Binder                    | 4:15                                            |                                                 |                                                 |                                                 |                                                 |                                                 |                                                 |
| 3.                                              | Supernature (Superlicious Club Mix (Ugo & Sanz)) | Ugo & Sanz                                      | 7:30                                            |                                                 |                                                 |                                                 |                                                 |                                                 |                                                 |
| 4.                                              | Supernature (Edit From Original Version)         |                                                 | 5:56                                            |                                                 |                                                 |                                                 |                                                 |                                                 |                                                 |
| 21:39                                           |                                                  |                                                 |                                                 |                                                 |                                                 |                                                 |                                                 |                                                 |                                                 |

| 1.  | Supernature variations - Ouverture             | 4:03 |
| 2.  | Supernature variations - Acte I                | 4:37 |
| 3.  | Supernature variations - Acte II               | 2:59 |
| 4.  | Supernature variations - Acte III              | 2:56 |
| 5.  | Supernature variations - Acte IV               | 2:18 |
| 6.  | Supernature variations - Acte V                | 1:45 |
| 7.  | Supernature variations - Acte VI               | 3:37 |
| 8.  | Supernature variations - Acte VII              | 3:53 |
| 9.  | Supernature variations - Acte VIII             | 4:17 |
| 10. | Supernature variations - Acte IX               | 4:41 |
| 11. | Supernature variations - Acte X                | 1:13 |
| 12. | Supernature variations - Final                 | 2:40 |
| 13. | Supernature Feat. Dax Ridgers (single version) | 3:52 |
| 14. | Supernature impressions (single version)       | 4:05 |

## Classements hebdomadaires
| Classement (1978)                | Meilleure place |
| -------------------------------- | --------------- |
| Canada (Dance/Urban)             | 1               |
| États-Unis (Hot 100)             | 70              |
| États-Unis (Hot Dance Club Play) | 1               |
| États-Unis (Hot Soul Singles)    | 72              |
| France (IFOP)                    | 13              |
| Irlande (IRMA)                   | 11              |
| Italie (Musica e Dischi)         | 27              |
| Royaume-Uni (UK Singles Chart)   | 8               |

| Chart (1996) (Remix)                            | Peak position |
| ----------------------------------------------- | ------------- |
| Royaume-Uni (UK Singles Chart)                  | 66            |
| États-Unis (Hot Dance Club Play)                | 12            |
| États-Unis (Hot Dance Music/Maxi-Singles Sales) | 26            |

| Classement (2001) | Meilleure position |
| ----------------- | ------------------ |
| France (SNEP)     | 69                 |

## Ventes et certification
| Région                                                                                                 | Certification | Ventes/Streams |
| --- | ------------- | -------------- |
| Royaume-Uni (BPI)                                                                                      | Argent        | 250 000^       |
| *Ventes selon la certification ^Mise en rayon selon la certification xNon précisé par la certification |               |                |